# IGF-2

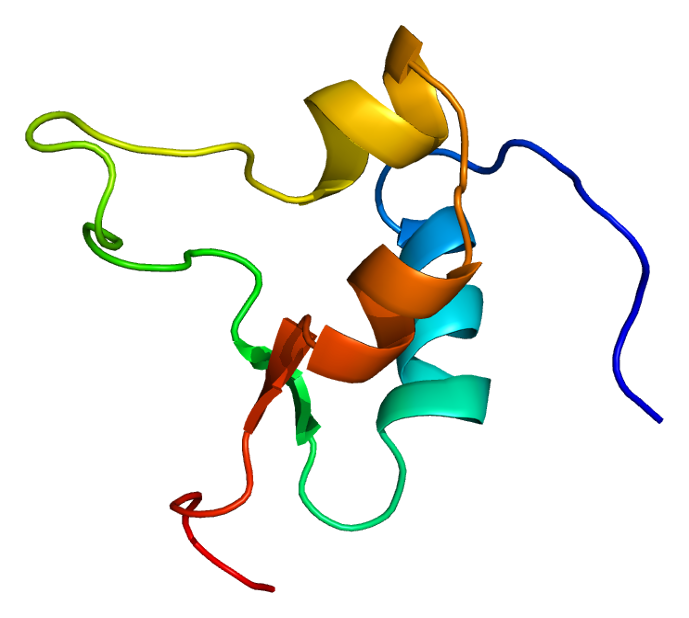
Struttura del IGF2

IGF-2 o insulin-like growth factor 2 è uno dei tre ormoni proteici che hanno la caratteristica di somigliare strutturalmente all'insulina. Secondo il Medical Subject Headings (acronimo: MeSH):
1. È un peptide a punto isoelettrico neutro ben caratterizzato;
2. Si pensa sia secreto dal fegato e che circoli nel sangue;
3. Possiede attività insulino-simili, mitogeniche e regolatrici della crescita cellulare.
4. Dipende ampiamente (anche se non totalmente) dalla somatotropina.
5. Si pensa sia il fattore di crescita insulino-simile principale durante la vita fetale, in contrasto a IGF-1 che è presente negli adulti."[1]

## Struttura ed espressione del gene
Negli umani il gene IGF2 è localizzato sul cromosoma 11, nella regione p15.5 che contiene numerosi geni imprinted. Nei topi la regione omologa si trova a livello del cromosoma 7. In entrambi gli organismi il gene IGF2 è "imprinted" e la sua espressione è favorita nel caso in cui l'allele sia ereditato dal padre. In alcune regioni del cervello umano tuttavia l'imprinting viene "resettato" ed entrambi gli alleli parentali permettono la trascrizione di IGF2 e H19.

## Funzione dell'ormone
Il ruolo principale di IGF-2 è quello di promuovere la crescita durante la gestazione. IGF-2 esercita la sua azione legandosi a:
- recettore IGF-1R (Recettore dell'IGF-1), dove funge da agonista;
- isoforma breve del recettore dell'insulina (IR-A o esone 11-), dove funge da agonista;
- recettore IGF-2 (anche denominato recettore del mannosio-6-fosfato catione-indipendente), dove funge da antagonista e pertanto previene gli effetti principali mediati da IGF2.[3][4][5]

Durante il processo di follicologenesi, le cellule della teca sintetizzano IGF-2 e lo secernono. Esso agisce:
- con un meccanismo d'azione paracrino sulle cellule della granulosa del follicolo, promuovendone la loro proliferazione durante la fase follicolare del ciclo mestruale (azione sinergica con l'ormone FSH);
- con un meccanismo d'azione autocrino sulle cellule della teca.

Dopo l'ovulazione e pertanto durante la fase luteinica, l'IGF-2 stimola la secrezione di progesterone (azione sinergica con l'ormone LH).
Uno studio effettuato alla Mount Sinai School of Medicine ha suggerito un ruolo di IGF-2 nella memoria e nella riproduzione.
Uno studio effettuato nel European Neuroscience Institute-Goettingen (Germania) ha dimostrato che il signaling "fear extinction-induced IGF2/IGFBP7" promuove la sopravvivenza dei neuroni dell'ippocampo di un neonato dai 17 ai 19 giorni. Questa scoperta potrebbe suggerire un ruolo terapeutico di IGF-2: l'aumento dei signaling ad esso correlati potrebbe avere un ruolo chiave nel trattare patologie associate ad un'eccessiva "fear memory", come ad esempio il disturbo post-traumatico da stress.